# Юзефув (гміна Черневіце)
Юзефув (пол. Józefów) — село в Польщі, у гміні Черневиці Томашовського повіту Лодзинського воєводства.
Населення — 48 осіб (2011).
У 1975-1998 роках село належало до Пйотрковського воєводства.

## Демографія
Демографічна структура станом на 31 березня 2011 року:
|          | Загалом | Допрацездатний вік | Працездатний вік | Постпрацездатний вік |
| -------- | ------- | ------------------ | ---------------- | -------------------- |
| Чоловіки | 27      | 7                  | 18               | 2                    |
| Жінки    | 21      | 5                  | 12               | 4                    |
| Разом    | 48      | 12                 | 30               | 6                    |